# Czipott Rudolf
Czipott Rudolf (Őrihodos, 1825. június 18. – Pucincz, 1901. május 20.) evangélikus lelkész, Czipott György lelkész fia.

## Élete
Édesapja, aki vend származású volt, a magyarok lakta őrihodosi evangélikus gyülekezet lelkésze, illetve tanítója volt. Édesanyja Hutter Sarolta (eredetileg Maria Francisca Charlotte), aki Hutter András német evangélikus lelkész lánya volt.

Ő volt a családban az elsőszülött, két öccse volt: Lajos és József, aki már posztumusz született, mert édesapjuk 1834 novemberében vérhasban meghalt. Ezután már nem maradhattak a parókián, így az ifjú Rudolf testvéreivel és anyjával Sopronba költözött, ahol rokonaik éltek. Itt meglehetősen szerény körülmények között éltek. Sarolta mindig takarékosan bánt az anyagiakkal és szigorú istenfélelemben nevelte fiait. A fiút lenyűgözte anyja erélyessége, életrajzában leírja „én és Lajos testvérem segédkezvén neki gyermeki hűséggel hordván nem egyszer a szomszéd ház udvarából sajtárral vizet a konyhára, eképpen kívántunk rajta könnyíteni.”
Édesapja nyomdokain ő is a soproni evangélikus líceum tanulója lett 1835-től, és 1847 őszén befejezve itteni tanulmányait, a bécsi császári-királyi protestáns teológiai fakultásra iratkozott be. Itt magántanítóként is működött, amelynek keresetét édesanyjának juttatta. Több bécsi család körében nagy népszerűségnek örvendett, különösen Roth Gottliebnél, aki nemcsak tisztesen megfizette, hanem ajándékokat is adott neki. Egykori tanítványai felnőtt korukban mindig nagy szeretettel beszéltek Czipottról. Népszerűsége révén 80 forint ösztöndíjat nyert az iskolától és jól tudta finanszírozni fizetéséből tanulmányait, illetve ellátását.

Az első bécsi forradalom során az intézmény szinte minden diákja, így Czipott is részt vett a harcokban. Az összecsapások során több társát elvesztette. A forradalomban való részvételük miatt számos tanulót nem engedtek vissza az iskolába és Magyarországról is jöttek hírek a kitört szabadságharcról. Czipott egy csoport magyar diákkal visszatért Sopronba. A háborúban nem vett részt, ehelyett októberben egykori teológiai tanára Király József soproni lelkész hívására Kővágóörsön lett káplán, ahol egykor a szintén szlovén író Barla Mihály élt. Többször unszolták, hogy álljon be a honvédseregbe, de édesanyja kérésére ennek nem tett eleget.

Október 26-án sor került felszentelésére, amit Győrben, Haubner Máté püspök hajtott végre. A szabadságharc leverése után kővágóőrsi szőlőhegyén ő bújtatta Berzsenyi Farkas somogyi alispánt (Berzsenyi Dániel fiát) és Lájpizig József főjegyzőt, akik aktív támogatói voltak a mozgalomnak.

1853-ban  a Berzsenyi család jóvoltából, akiknek itt volt birtoka a somogy vármegyei Vésén kapott lelkészi állást, ahova édesanyjával együtt költözött. Itt ismerkedett meg első feleségével Türk (Török) Idával, aki a katolikusok lakta Kéthelyről járt át a vései evangélikus gyülekezetbe. 1853. október 11-én esküsznek meg. Első három gyermekük még itt születik, majd 1858-ban Puczinczra költöznek, ahova Rezsőt lelkésznek hívják. Élete hátra lévő részét itt éli le, és jelentős szerepet tölt be a helyi egyházi és közéletben. Felesége, miután már korábban nyolc gyermeknek adott életet, 1868-ban ikergyermekeket szül, akik nem maradnak életben, nem sokkal később pedig ő is meghal. A hét gyermekkel egyedül maradt apa hamarosan újranősül, Németh Herminát vesz el, aki még hat gyermeket szül neki, de közülük csak kettő éli meg a felnőttkort. 1901-ben a puczinczi temetőben – első felesége, édesanyja és Sándor fia mellé – helyezik örök nyugalomra. Sírjaik ma is állnak, amiket a helyi egyház gondoz, sőt tervbe van véve a felújításuk is, mely szerint a négy különálló sírt egy síremlékbe helyeznék. Czipott Rudolf büszke, magyar érzelmű ember volt, aki tisztában volt saját jelentőségével – talán egy kicsit túl is értékelte azt, de ennek köszönhetjük, hogy fennmaradt róla két festett portré és önéletírása, ami számos értékes adatot tartalmaz.
1868-ban az egyházközség területén több faluban iskolákat hozott létre, hogy az oktatást hatékonyabbá tehesse, s ápolta a vend nyelvjárást.
1890-ben a muraszombati, 1893-ban az alsómaráci evangélikus gyülekezet megalakításában vett részt. Létrehozott egy női evangélikus egyesületet és az ő javaslatára kezdett el működni egyházi felügyelet a vidéken.
Egy 1627-ből fennmaradt vizitációs könyvnek a jelentőségére is felhívta a figyelmet, amely egykori muravidéki (köztük a felsőszölnöki) evangélikus gyülekezetekről értékes történelmi forrásokat közöl. 1883-ban kiadták prédikációs gyűjteményét. Czipott volt a helyi evangélikus kerület esperese is.

## Művei
- Predga 1888-ga leta oktobra 28-ga dnéva na dén reformátzie : vu Battyándszkoj (Püczonszkoj) ev. czérkvi. : V-Szoboti (Muraszombat) : stampano z-piszkmi Grünbaum Márka, 1888.
- Predga 1883-ga leta Octobra 14-toga dneva, liki na sztotni szpoumenek nasztávlanya Püczonszkoga Szpráviscsa czérkevnoga : i zkrátkim dojszpisüvanyem prigode püczonszke gmajne. V Keszthelyi vödána na sztroski pobozsnoga gmajnara Kühar Stevana Tesanovszkoga, 1884. 20. p.
- Vcsenyé konfirmátzie. V-Szoboti (Muraszombat) : Czérkevno szpráviscse püczonszko, 1888. 44. p.